# Joseph Bowie
Joseph Bowie (San Luis, Misuri, 17 de octubre de 1953) es un trombonista y cantante estadounidense de jazz, hermano del trompetista Lester Bowie.
Bowie comenzó tocando en grupos de rhythm and blues y, más tarde, con Oliver Lake y Julius Hemphill, actuando con este último en París, en 1972. Trabajará después con su hermano Lester, con Frank Lowe (1975-77) y otros músicos relacionados con la escena de free jazz de San Luis, incluyendo a su otro hermano, Byron Bowie (saxo alto). En 1980, forma el grupo de jazz fusión Defunkt, con el que permanece hasta 1986, aunque más tarde volverá hasta la actualidad. Continuará tocando también con diversos músicos, hasta su traslado a Holanda en 2003.
Bowie es uno de los principales representantes de los que Berendt llama "free funk", junto a Ronald Shannon Jackson. Posee un sonido graso y agudo, al límite de la ruptura, expresionista y, a veces, violento.